# Nikolaj Lobatsjevski

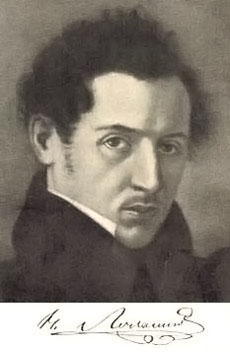
Nikolaj Ivanovitsj Lobatsjevski

Nikolaj Ivanovitsj Lobatsjevski (Russisch: Николай Иванович Лобачевский) (Makariev/Nizjni Novgorod, 1 december [O.S. 20 november] 1792 – Kazan, 24 februari [O.S. 12 februari] 1856) was een Russische wiskundige.
Lobatsjevski werd geboren in Nizjni Novgorod (Rusland). Toen hij acht jaar was, overleed zijn vader en verhuisde hij met zijn moeder en zijn twee broers naar Kazan. Daar zat hij op het plaatselijke gymnasium, waar hij al in 1807 eindexamen deed. Aansluitend ging hij naar de universiteit van Kazan, die pas drie jaar daarvoor - in 1804 - was opgericht als onderdeel van de hervormingen van tsaar Alexander I. Oorspronkelijk wilde hij medicijnen gaan studeren, maar uiteindelijk koos hij voor een gecombineerde studierichting met wis- en natuurkunde. Op de universiteit werd Lobatsjevski door de Duitse professor Martin Bartels geïnteresseerd in de wiskunde, met name in de Postulaten van Euclides. Bartels was bevriend met Carl Friedrich Gauss en correspondeerde regelmatig met hem. Lobatsjevski studeerde al in 1811 af, werd in 1814 zelf docent aan de universiteit van Kazan en in 1822 benoemd tot hoogleraar. Van 1827 tot 1846 was hij ook rector van de universiteit. 

## Bijdragen aan de wiskunde
Lobatsjevski is vooral bekend vanwege zijn prestaties op het gebied van de niet-euclidische meetkunde. Hij ontwikkelde een meetkunde waarin het vijfde postulaat van Euclides niet van toepassing was, en deed dat in een tijd waarin andere wiskundigen juist druk bezig waren dit vijfde postulaat af te leiden uit de eerste vier postulaten. Hij ontdekte dat het verwerpen van het vijfde postulaat juist leidt tot volledig consistente niet-euclidische meetkundes. Hij presenteerde zijn ideeën voor een algemene meetkunde voor het eerst op 11 februari 1826 voor de afdeling natuur- en wiskunde aan zijn universiteit. De inhoud van deze presentatie vormde de basis voor zijn eerste publicatie over de hyperbolische meetkunde in 1829. In eerste instantie vond hij maar weinig gehoor voor zijn theorieën: pas vele jaren na zijn dood werden ze door andere wiskundigen aanvaard.
Een andere prestatie van Lobatsjevski was de ontwikkeling van een methode voor de numerieke benadering van wortels van algebraïsche vergelijkingen. In Rusland staat deze methode bekend als de Lobatsjevski-methode, maar internationaal wordt de eer gegeven aan twee andere wiskundigen en heet het de Dandelin-Gräffe-methode, naar G.P. Dandelin en K.H. Gräffe, die de methode onafhankelijk van elkaar ontdekten.